# 藏内修治
藏内 修治（くらうち しゅうじ、1918年3月8日 – 1993年12月29日）は、日本の政治家。自由民主党衆議院議員（6期）。参議院議員（1期）。

## 来歴
福岡県築上郡築城町（現：築上町）出身。本人は蔵内次郎作（炭鉱主で元政治家）の長男と述べている。
1942年、東京帝国大学国史学科卒。大日本帝国陸軍に入り、中国で終戦を迎える。
帰国後、西日本新聞社の政治部記者を経て、河野一郎農相秘書官となる。
1958年の第28回衆議院議員総選挙で旧福岡4区から自民党公認で立候補して初当選。6期務める。この間、労働、外務の各政務次官、衆議院商工、内閣の各委員長を歴任した。
1979年の第35回衆議院議員総選挙で落選。翌1980年の第12回参議院議員通常選挙で福岡県から自民党公認で立候補して当選。
1986年の第14回参議院議員通常選挙に出馬せず引退。
1993年、死去。